# Richard de Inverkeithing
Richard de Inverkeithing est un prélat écossais mort le 16 avril 1272. Il est évêque de Dunkeld de 1250 à sa mort.
Chambellan du roi Alexandre II à la fin de son règne, il est élu évêque peu après sa mort et fait partie des régents du jeune Alexandre III.